# Lúcia Almeida Matos
Lúcia Almeida Matos (Baden, 1955) é uma escritora e historiadora portuguesa. Foi a primeira mulher  Doutorada em Arte e Design pela Faculdade de Belas-Artes da Universidade do Porto (FBAUP), e a primeira a ser eleita para a direção desta em 2008. 

## Actividade Académica
Lúcia Almeida Matos nasceu em Baden, Suíça. É formada em Filosofia pela Faculdade de Letras da Universidade do Porto. Em 1979 frequenta disciplinas de Mestrado no Departamento de História de Arte na Universidade de Syracuse, Estado de Nova Iorque, EUA. Em 1983 obtém o grau de Master of Arts no Fine Arts Department da mesma Universidade, com a tese Aurélia de Souza: a Provincial Woman Artist of Portugal: 1866-1922. É a primeira mulher Doutorada em Arte e Design pela Faculdade de Belas Artes da Universidade Porto (2003) com a tese Escultura em Portugal no Século XX (1910-1969). Academismo, Modernismos e Vanguardas. É professora na Universidade do Porto desde 1987. Desde 2011, coordena o Mestrado em Estudos de Arte e Museologia e lecciona disciplinas na Licenciatura em Artes Plásticas da FBAUP. 
É a primeira mulher na direção da FBAUP, cargo para o qual foi eleita em novembro de 2018.Desde 1996, coordena a coleção do Museu da FBAUP . 
Responsável pelas exposições de o desenho de Leonardo Da Vinci (2019) na coleção da FBAUP, por ocasião dos 500 anos sobre a sua morte, "Mar Novo" (2017), "Do it" (2017), "Quem te ensinou? - Ninguém"(2016) no Pavilhão de Exposições da FBAUP,  "A Figura Humana na Escultura Portuguesa do Século XX (1998), "Desenhos do Século XIX" (2001), entre outras.

## Actividade profissional
Foi diretora do Museu Nacional Soares do Reis, entre 1999-2001. Em 2000 integra a Comissão Executiva da Porto 2001. É membro do Instituto de História de Arte da Faculdade de Ciências Sociais e Humanas da Universidade Nova de Lisboa.

## Publicações
Entre as suas obras encontram-se: 
- O Monumento da Boavista : escultura, arquitetura e espaço urbano (1908-1952); ed. Fundação Instituto Arquitecto José Marques da Silva (2013).
- Escultura em Portugal no século XX (1910-1969); ed. Fundação Calouste Gulbenkian, Fundação Para a Ciência e a Tecnologia (2007).
- Paisagens / coord. Lúcia Almeida Matos ; texto Laura Castro; ed. Afrontamento (2007).
- Apontamentos. Museu da Faculdade de Belas Artes da Universidade do Porto; dir. Lúcia Almeida Matos (1997).